# John Manners, markis av Granby

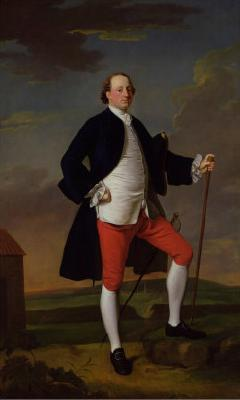
John Manners, markis av Granby.

John Manners, markis av Granby, född den 2 januari 1721, död den 18 oktober 1770, var en brittisk ädling, son till John Manners, 3:e hertig av Rutland.
Utbildad vid Eton och Trinity College, Oxford gick han snart upp i en militär karriär. Han utnämndes till överste 1745 och var med hertigen av Cumberland under ett krigståg i Flandern 1747. Under 1750-talet försökte han sig (motvilligt) på en karriär inom parlamentet men blev också utnämnd till generalmajor 1755 och överste för Royal Horse Guards 1758.
Under sjuårskriget sändes han till Tyskland i spetsen för en kavalleribrigad. Något år senare återvände han som krigshjälte, men fortsatte en tämligen turbulent karriär som politiker under 1760-talet. Runt 1770 avsade han sig alla sina befattningar och dog sedan plötsligt, hårt ansatt av sina kreditorer, i Scarborough. 
Litet senare skrev en vän, Levett Blackborne till en annan gemensam vän: "...The noblest mind that ever existed, the amiable man whom we lament was not free from it. This temper plunged him into difficulties, debts and distresses; and I have lived to see the first heir of a subject in the Kingdom have a miserable shifting life, attended by a levee of duns, and at last die broken-hearted".
Han gifte sig 1750 med lady Frances Seymour (1728-1761), dotter till Charles Seymour, 6:e hertig av Somerset. De fick 6 barn, däribland:
- John Manners (1751-1760)
- Lady Frances Manners (1753-1792) , gift med George Carpenter, 2:e earl av Tyrconnel
- Charles Manners, 4:e hertig av Rutland (1754-1787)

Han är kanske mest känd i dag i Storbritannien för att vara den person som har flest pubar uppkallade efter sig - detta på grund av hans vana att hjälpa uttjänta soldater ur hans regementen att fortsätta som pubägare och på så vis klara livhanken.